# Orange Bowl 2021 (décembre)
Match précédent Match suivant
L'Orange Bowl 2021 (décembre) est un match de football américain de niveau universitaire joué après la saison régulière de 2021, le 31 décembre 2021, au Hard Rock Stadium situé à Miami Gardens dans l'État de Floride aux États-Unis.
Il s'agit de la 88e édition de l'Orange Bowl.
Le match constitue une des demi-finales du College Football Playoff. Son vainqueur affronte ensuite le vainqueur du Cotton Bowl Classic 2021 lors du College Football Championship Game 2022 joué le 10 janvier 2022  au Lucas Oil Stadium situé à Indianapolis dans l'État de l'Indiana.
Le match met en présence l'équipe des Bulldogs de la Géorgie issue de la Southeastern Conference et l'équipe des Wolverines du Michigan issue de la Big 10 Conference. Il débute à 19 h 30 locales et est retransmis à la télévision par ESPN.
Sponsorisé par la société Capital One, le match est officiellement dénommé le 2021 College Football Playoff Semifinal at the Capital One Orange Bowl.
Georgia gagne le match sur le score de 34 à 11. 

## Équipes
Les équipes qui participent au match ont été désignées et annoncées par le comité de sélection du CFP.
| Équipes                                                                                            | Rosters | Conférences | Entraîneurs              | Stats. saison rég. | Classements avant le bowl | Classements avant le bowl | Classements avant le bowl |
| -------------------------------------------------------------------------------------------------- | ------- | ----------- | ------------------------ | ------------------ | ------------------------- | ------------------------- | ------------------------- |
| Équipes                                                                                            | Rosters | Conférences | Entraîneurs              | Stats. saison rég. | CFP                       | AP                        | Coaches                   |
| Bulldogs de la Géorgie                                                                             | Lien    | SEC         | Kirby Smart (6e saison)  | 12 - 1             | no 3                      | no 3                      | no 3                      |
| Wolverines du Michigan                                                                             | Lien    | B10         | Jim Harbaugh (7e saison) | 12 - 1             | no 2                      | no 2                      | no 2                      |
| - Arbitre : Scott Campbell (Big 12). - Équipe donnée favorite par les bookmakers : Georgia par 7½. |         |             |                          |                    |                           |                           |                           |

Il s'agit de la 3e rencontre entre ces deux équipes (une victoire partout) :
| Saison | Date           | Vainqueur | Score   | Perdant  | Compétition      |
| ------ | -------------- | --------- | ------- | -------- | ---------------- |
| 1965   | 2 octobre 1965 | Georgia   | 15 - 07 | Michigan | Saison régulière |
| 1957   | 5 octobre 1957 | Michigan  | 26 - 0  | Georgia  | Saison régulière |

### Bulldogs de la Géorgie
Avec un bilan global en saison régulière de 12 victoires et 1 défaite (8 victoires sans défaite en matchs de conférence), Georgia est éligible et accepte l'invitation pour participer à l'Orange Bowl de décembre 2021. Ils terminent 1er de la Division Est de la Southeastern Conference en étant classés N°1 du pays. Cependant, ils perdent 24 à 41 la finale de conférence jouée contre le Crimson Tide de l'Alabama alors classé no 3 du pays et dès lors, à l'issue de la saison 2021 (bowl non compris), ils sont classés #3 dans les classements CFP, AP et Coaches.
C'est leur 3e apparition à l'Orange Bowl (2 victoires) :
| Saison | Date             | Vainqueur  | Score   | Finaliste   | Bilan |
| ------ | ---------------- | ---------- | ------- | ----------- | ----- |
| 2017   | 1er janvier 2018 | #3 Georgia | 54 - 48 | #2 Oklahoma | 2 - 0 |
| 1942   | 1er janvier 1943 | #2 Georgia | 09 - 0  | #13 UCLA    | 1 - 0 |

C'est leur 2e participation au College Football Playoff :
| Saison | Demi-finale | Demi-finale        | Demi-finale | Finale     | Finale   | Bilan       |
| ------ | ----------- | ------------------ | ----------- | ---------- | -------- | ----------- |
| Saison | Bowl        | Adversaire         | Résultat    | Adversaire | Résultat | Bilan       |
| 2017   | Rose Bowl   | #2 Oklahoma (12–1) | D : 482ET54 | -          | -        | ½ Finaliste |

| Logo     | Postes       | Joueurs                                          | Statistiques                                                      |
| -------- | ------------ | ------------------------------------------------ | ----------------------------------------------------------------- |
|          | Quarterback  | Stetson Bennett                                  | 148/231 passes réussies pour 2 325 yards, 24 TDs, 7 interceptions |
| Coureur  | Zamir White  | 135 courses pour 718 yards nets gagnés et 10 TDs |                                                                   |
| Receveur | Brock Bowers | 47 réceptions pour 791 yards et 11 TDs           |                                                                   |

### Wolverines du Michigan
Avec un bilan global en saison régulière de 12 victoires et 1 défaite (8 victoires sans défaite en matchs de conférence), Georgia est éligible et accepte l'invitation pour participer à l'Orange Bowl de décembre 2021. Ils terminent 1er de la Division Est de la Big Ten Conference et gagnent 42 à 3 la finale de conférence jouée contre les Hawkeyes de l'Iowa alors classés no 13 du pays.
À l'issue de la saison 2021 (bowl non compris), ils sont classés #3 aux classements CFP, AP et Coaches.
C'est leur 1re participation au College Football Playoff et leur 21e apparition à l'Orange Bowl (bilan de 8 victoires pour 12 défaites).
| Logo     | Postes            | Joueurs                                            | Statistiques                                                      |
| -------- | ----------------- | -------------------------------------------------- | ----------------------------------------------------------------- |
|          | Quarterback       | Cade McNamara                                      | 199/308 passes réussies pour 2 470 yards, 15 TDs, 4 interceptions |
| Coureur  | Hassan Haskins    | 261 courses pour 1 288 yards nets gagnés et 20 TDs |                                                                   |
| Receveur | Cornelius Johnson | 38 réceptions pour 609 yards et 3 TDs              |                                                                   |

## Résumé du match
Résumé du match sur le site francophone The Blue Pennant.
C'est à  19 h 40 locales, sous un ciel ensoleillé, une températures de 25 degrés Celsius (77 °F) et un vent léger de sud-est à 11 km/h (7 mi/h) que débute le match. Il se coture à  22 h 59 locales soit une durée totale de jeu de 03 h 19 min.
| QT            | Temps         | Drive         | Drive         | Drive         | Équipe        | Description de l'action                                                                                               | Score | Score |
| ------------- | ------------- | ------------- | ------------- | ------------- | ------------- | --- | ----- | ----- |
| QT            | Temps         | Jeux          | Yards         | TDP           | Équipe        | Description de l'action                                                                                               | UGA   | MIC   |
| 1             | 10:49         | 7             | 80            | 04:11         | UGA           | TD de 9 yards par le TE Brock Bowers (passe du QB Stetson Bennett) + 1 pt de conversion par le K Jack Podlesny        | 7     | 0     |
| 1             | 04:41         | 6             | 59            | 03:18         | UGA           | TD de 18 yards par le WR Adonai Mitchell (passe du QB Stetson Bennett) + 1 pt de conversion par le K Jack Podlesny    | 14    | 0     |
|               |               |               |               |               |               | |       |       |
| 2             | 12:31         | 11            | 49            | 03:44         | UGA           | FG de 43 yards par le K Jack Podlesny                                                                                 | 17    | 0     |
| 2             | 07:16         | 9             | 57            | 05:10         | MIC           | FG de 36 yards par le K Jake Moody                                                                                    | 17    | 3     |
| 2             | 03:50         | 7             | 64            | 03:26         | UGA           | FG de 28 yards par le K Jack Podlesny                                                                                 | 20    | 3     |
| 2             | 01:38         | 3             | 69            | 00:37         | UGA           | TD de 57 yards par WR Jermaine Burton (passe du QB Stetson Bennett) + 1 pt de conversion par le K Jack Podlesny       | 27    | 3     |
|               |               |               |               |               |               | |       |       |
| 4             | 11:11         | 6             | 59            | 03:35         | UGA           | TD de 39 yards par le RB James Cook (passe du QB Stetson Bennett) + 1 pt de conversion par le K Jack Podlesny         | 34    | 3     |
| 4             | 04:25         | 2             | 50            | 00:15         | MIC           | TD de 35 yards par le WR Andrel Anthony (passe du QB J. J. McCarthy) + (2 pts de conversion, course de J. J. McCarthy | 34    | 11    |
| Score final : | Score final : | Score final : | Score final : | Score final : | Score final : | Score final : | 34    | 11    |

## Statistiques
| Systèmes | Noms            | Postes | Équipe  |
| -------- | --------------- | ------ | ------- |
| Attaque  | Stetson Bennett | QB     | Georgia |
| Défense  | Derion Kendrick | CB     | Georgia |

| Statistiques                           | Bulldogs de la Géorgie                                  | Wolverines du Michigan                                 |
| -------------------------------------- | ------------------------------------------------------- | ------------------------------------------------------ |
| 1er down                               | 21                                                      | 17                                                     |
| 1er down à la course                   | 12                                                      | 6                                                      |
| 1er down à la passe                    | 9                                                       | 9                                                      |
| 1er down suite pénalité                | 0                                                       | 2                                                      |
| Conversion de 3e down                  | 10/16                                                   | 8/11                                                   |
| Conversion de 4e down                  | 1/1                                                     | 0/3                                                    |
| Jeux–yards                             | 67 jeux pour 518 yards                                  | 63 jeux pour 325 yards                                 |
| Yards à la course                      | 35 courses pour 190 yards (moyenne de 5,4 yards/course) | 27 courses pour 88 yards (moyenne de 3,3 yards/course) |
| Yards à la passe                       | 328                                                     | 237                                                    |
| Passes : Réussies-Tentées-Interceptées | 22/32 passes complétées, 0 interceptée                  | 18/36 passes complétées, 2 interceptées                |
| Réussite en zone rouge/chances         | 3/5                                                     | 1/3                                                    |
| TD                                     | 4                                                       | 1                                                      |
| Field Goals                            | 2/3                                                     | 1/1                                                    |
| Sacks (Nombre-Yards)                   | 4sacks réussis pour 24 yards adverses perdus            | 0 sack réussi                                          |
| Fumbles (Nombre/Perdus)                | 0/0                                                     | 2/1                                                    |
| Pénalités (Nombre/Yards perdus)        | 5 pour 73 yards perdus                                  | 4 pour 30 yards perdus                                 |
| Temps de possession                    | 34:15                                                   | 25:45                                                  |

| Bulldogs de la Géorgie |                 |                                                                                                 |
| Quarterbacks           | Stetson Bennett | 21/31 passes complétées, 310 yards, 0 interception, 3 TDs, 0 sack subi, évaluation QB de 183,7  |
| Quarterbacks           | McIntosh Kenny  | 1/1 passes complétées, 18 yards, 0 interception, 1 TD, 0 sack subi, évaluation QB de 581,2      |
| Meilleurs coureurs     | White Zamir     | 12 courses pour 54 yards nets gagnés, 0 TD, moyenne de 4,5 yards/course                         |
| Meilleurs coureurs     | Cook James      | 6 courses pour 32 yards nets gagnés, 0 TD, moyenne de 5,3 yards/course                          |
| Meilleurs coureurs     | Mendall Kinton  | 7 courses pour 21 yards nets gagnés, 0 TD, moyenne de 3 yards/course                            |
| Meilleurs coureurs     | Edwards Dajun   | 4 courses pour 38 yards nets gagnés, 0 TD, moyenne de 9,5 yards/course                          |
| Meilleurs receveurs    | Bowers Brock    | 6 réceptions pour 61 yards gagnés, 1 TD                                                         |
| Meilleurs receveurs    | James Cook      | 3 réceptions pour 99 yards gagnés, 1 TD                                                         |
| Meilleurs receveurs    | Mitchell Adonai | 2 réceptions pour 34 yards gagnés, 1 TD                                                         |
| Meilleurs receveurs    | Burton Jermaine | 1 réceptions pour 57 yards gagnés, 1 TD                                                         |
| Meilleur défenseur     | Dean Nakobe     | 7 tacles dont 5 en solo, 1 TFL (10 yards), 1 sack (8 yards), 1 FF                               |
| Meilleur défenseur     | Nolan Smith     | 8 tacles dont 5 en solo, 1 TFL (1 yards), 1 sack (1 yard), 1 FF, 1 pression sur QB              |
| Wolverines du Michigan |                 |                                                                                                 |
| Quarterbacks           | McNamara Cade   | 11/19 passes complétées, 106 yards, 2 interceptions, 0 TD, 4 sacks subis, évaluation QB de 83,7 |
| Quarterbacks           | McCarthy J. J.  | 7/17 passes complétées, 131 yards, 1 interception, 0TD, 0 sack subi, évaluation QB de 125,3     |
| Meilleurs coureurs     | Haskins Hassan  | 9 courses pour 39 yards nets gagnés, 0 TD, moyenne de 4,3 yards/course                          |
| Meilleurs coureurs     | McNamara Cade   | 6 courses pour 0 yard gagné, 0 TD                                                               |
| Meilleurs coureurs     | McCarthy J. J.  | 5 courses pour 23 yards nets gagnés, 0 TD                                                       |
| Meilleurs coureurs     | Daijun Edwards  | 4 courses pour 38 yards nets gagnés, 0 TD                                                       |
| Meilleurs coureurs     | Corum, Blake    | 3 courses pour10 yards nets gagnés, 0TD                                                         |
| Meilleurs receveurs    | Erik All        | 4 réceptions pour 63 yards gagnés, 0 TD                                                         |
| Meilleurs receveurs    | Daijun Edwards  | 3 réceptions pour 49 yards gagnés, 0 TD                                                         |
| Meilleurs défenseur    | Ross Josh       | 11 tacles dont 4 en solo, ½ TFL (1 yard)                                                        |
| Meilleurs défenseur    | Kiss Jenkins    | 7 tacles dont 3 en solo                                                                         |
| Meilleurs défenseur    | Hawkins Brad    | 6 tacles dont 3 en solo                                                                         |